# Куп шест нација 2007.
Куп шест нација 2007. (службени назив: 2007 RBS 6 Nations) је било 113. издање овог најелитнијег репрезентативног рагби такмичења Старог континента, а 8. од проширења Купа пет нација на Куп шест нација.
Такмичење спонзорисано од Краљевске банке Шкотске, освојила је Француска. Захваљујући бољој поен разлици у односу на Ирску, "Галски петлови" су шеснаести пут освојили титулу првака Европе. Италија је остварила прву историјску победу на гостујућем терену, пошто је на Марифилду победила домаћу Шкотску, Енглеска је освојила треће место, а најбољи играч турнира био је Ирац Брајан О'Дрискол.

## Учесници
Напомена:
Северна Ирска и Република Ирска наступају заједно.
|   | Селекција                      | Стадион                             | Селектор       | Капитен          |
| - | ------------------------------ | ----------------------------------- | -------------- | ---------------- |
| 1 | Рагби репрезентација Италије   | Стадион Фламинио, Рим (30 000)      | Пјер Бербизиер | Марко Бортолами  |
| 2 | Рагби репрезентација Француске | Стад де Франс, Париз (81 338)       | Бернар Лапорт  | Рафаел Ибанез    |
| 3 | Рагби репрезентација Енглеске  | Стадион Твикенам, Лондон (82 000)   | Брајан Ештон   | Фил Викери       |
| 4 | Рагби репрезентација Шкотске   | Стадион Марифилд, Единбург (67 144) | Френк Хеден    | Џејсон Вајт      |
| 5 | Рагби репрезентација Велса     | Стадион Миленијум, Кардиф (74 500)  | Герет Џенкинс  | Стивен Џоунс     |
| 6 | Рагби репрезентација Ирске     | Кроук парк, Даблин (82 300)         | Еди О'Саливен  | Брајан О'Дрискол |

## Такмичење

### Прво коло
Италија - Француска 3-39
Енглеска - Шкотска 42-20
Велс - Ирска 9-19

### Друго коло
Енглеска - Италија 20-7
Шкотска - Велс 21-9
Ирска - Француска 17-20

### Треће коло
Шкотска - Италија 17-37
Ирска - Енглеска 43-13
Француска - Велс 32-21

### Четврто коло
Шкотска - Ирска 18-19
Италија - Велс 23-20
Енглеска - Француска 26-18

### Пето коло
Италија - Ирска 24-51
Француска - Шкотска 46-19
Велс - Енглеска 27-18

## Табела
|   | Селекција                      | ИГ | Д | Н | И | ПД  | ПП  | ПР  | ЕД | Б |  |
| - | ------------------------------ | -- | - | - | - | --- | --- | --- | -- | - |  |
| 1 | Рагби репрезентација Француске | 5  | 4 | 0 | 1 | 155 | 86  | +69 | 15 | 8 |  |
| 2 | Рагби репрезентација Ирске     | 5  | 4 | 0 | 1 | 149 | 84  | +65 | 17 | 8 |  |
| 3 | Рагби репрезентација Енглеске  | 5  | 3 | 0 | 2 | 119 | 115 | +4  | 10 | 6 |  |
| 4 | Рагби репрезентација Италије   | 5  | 2 | 0 | 3 | 94  | 147 | -53 | 9  | 4 |  |
| 5 | Рагби репрезентација Велса     | 5  | 1 | 0 | 4 | 86  | 113 | -27 | 7  | 2 |  |
| 6 | Рагби репрезентација Шкотске   | 5  | 1 | 0 | 4 | 95  | 153 | -58 | 7  | 2 |  |

| Победник Купа шест нација 2007.           |
| ----------------------------------------- |
| Рагби репрезентација Француске 16. титула |

## Индивидуална стастика
Највише поена
- Ронан О'Гара 82, Ирска
- Крис Патерсон 65, Шкотска
- Џони Вилкинсон 50, Енглеска

Највише есеја
- Ронан О'Гара 4, Ирска
- Џејсон Робинсон 4, Енглеска
- Гирвен Демпси 3, Ирска

Најбољи играч турнира
- Брајан О'Дрискол, Ирска